# Hrvatsko zajedništvo Herceg-Bosne
Hrvatsko zajedništvo Herceg-Bosne (HZH-B) demokršćanska je politička stranka u Bosni i Hercegovini, nastala spajanjem stranke Hrvatski demokršćani i dijela HKDUBiH-a. Temelji se "na kršćanskoj slici čovjeka i slobodarskoj državotvornoj misli i praksi".
U Mostaru je 19. siječnja 2008. godine na utemeljiteljskom saboru utemeljeno Hrvatsko zajedništvo Herceg-Bosne. Za predsjednika je izabran Petar Milić. Usvojena je i Programska deklaracija Hrvatskog zajedništva Herceg-Bosne:
"1. Temeljem Međunarodnog pakta o građanskim i političkim pravima, koji je 1966. godine usvojen od strane UN-a i koji je sastavni dio Ustava BiH hrvatski narod ima sljedeća prava:
- pravo na samoopredjeljenje,
- pravo slobodno određivati svoj politički status i
- pravo slobodno osiguravati svoj ekonomski, socijalni i kulturni razvitak.
2. Hrvatski narod mora biti institucionalno slobodan, što kao preduvjet ostvarivanja prava izričito stoji u zadnja dva stavka. BiH kao složena država, da bi bila demokratskom po europskim standardima, mora se ustavno preustrojiti tako da se federalizira i da se federalnim jedinicama jamči rješenje hrvatskog nacionalnog pitanja. To je jedino slučaj ako federalne jedinice imaju republikanski sadržaj, pa se HRVATSKO ZAJEDNIŠTVO HERCEG-BOSNE zalaže za federalizaciju BiH isključivo na republikanskim načelima.
3. U slučaju da se politička zbilja u BiH glede ustavnog pitanja i dalje bude zaoštravala na štetu rješenja hrvatskog nacionalnog pitanja stava smo kako u prvom koraku treba tražiti konfederalno uređenje BiH. U slučaju daljnje opstrukcije u svezi uspostave demokratskog ustavnog uređenja za složene države treba iskoristiti pravo naroda na samoopredjeljenje do odcjepljenja po starom načelu pravednosti svakome njegovo.  Ne prihvaćamo stavove onih koji tvrde da tko ne želi ostati u BiH treba iz nje seliti."
Kao Hrvatski demokršćani sudjelovali su u tzv. Hrvatskoj koaliciji s HDZ-om BiH na izborima 2002. Nakon toga se razilaze s HDZ-om i postaju mu žestoki protivnici. Stoga 2005. pokreću s drugim hrvatskim strankama Hrvatsku koaliciju za promjene, koja nakon raspada HDZ-a BiH s HDZ-om 1990 u koaliciji Hrvatsko zajedništvo nastupa na izborima 2006., a u veljači 2010. objavljuje se da su predsjednici triju hrvatskih stranaka, Hrvatske stranke prava Bosne i Hercegovine Zvonko Jurišić, Hrvatske narodne zajednice Milenko Brkić i Hrvatskog zajedništva Herceg-Bosne Petar Milić u Mostaru potpisali sporazum o ujedinjavanju tih triju stranaka i da će ubuduće nastupati pod zajedničkim imenom Hrvatske stranke prava (HSP BiH, HNZ, HZH-B), ali će i dalje postojati kao pravni subjekti. Naime potpisivanjem sporazuma nije sprovedeno formalno-pravno ujedinjenje triju stranaka, nego da će se ono dogoditi na utemeljiteljskom saboru, koji će se, kako je rečeno, održati uskoro. Dotada će stranku voditi Predsjedničko vijeće, koje ima osam članova, četiri iz HSP-a, dva iz HNZ-a i dva iz HZH-B-a. Predsjednik mu je Zvonko Jurišić, a dopredsjednici Milenko Brkić i Petar Milić. Slijedom toga je u svibnju 2010. Predsjedničko vijeće donijelo odluku da će prijaviti na opće izbore za sve razine vlasti 3. listopada 2010. kao zajednička i udružena  Hrvatska stranka prava Bosne i Hercegovine – HSP BiH, a koja nakon toga oslučuje ići na izbore s HDZ-om 1990 u novoj Hrvatskoj koaliciji. To je vrlo zanimljivo jer je prethodno stranka Hrvatsko zajedništvo bila veoma suprotstavljena i HSP-u i HDZ-u 1990, ali je zadržala oporbenost prema HDZBiH-u.